# Ján Horárik
Ján (János) Horárik (19. května 1808, Bánovce nad Bebravou – 20. května 1864, Banská Bystrica) byl maďarský římskokatolický kněz a filozof slovenského původu. Většinu života prožil v dnešním Maďarsku. Ve svých filosofických pracích se opíral o Ludwiga Feuerbacha.

## Názory
Horárik, který byl nazýván „maďarským Holbachem“, vystupoval proti náboženství, na obranu materialistické filozofie, což se například jasně odrazilo v jeho autobiografickém díle Boj Jana Horárika proti hierarchii a cirkvi (1847). Byl přesvědčen, že občané budoucí svobodné společnosti se musejí stát ateisty. Horárik se seznámil s idejemi utopického socialismu.

## Dílo
- Boj s hierarchiou a cirkvou, s předmluvou Jaroslava Dubnického, Bratislava: Vydavateľstvo SAV (1953)
- vlastné filozofické názory zhrnul do práce Filozofický systém, ktorú odovzdal  UAV, kde sa však stratila